# Liste der Abgeordneten zum Burgenländischen Landtag (XXI. Gesetzgebungsperiode)
- SPÖ: 15
- GRÜNE: 2
- ÖVP: 11
- FPÖ: 6
- LBL: 2

Diese Liste der Abgeordneten zum Burgenländischen Landtag (XXI. Gesetzgebungsperiode) listet alle Abgeordneten zum Burgenländischen Landtag in der XXI. Gesetzgebungsperiode (Stand: 10. April 2018) auf, die am 9. Juli 2015 mit der Konstituierung des Landtags begann und am 17. Februar 2020 endete.

## Geschichte
Seit der Landtagswahl 2015 stellt die Sozialdemokratische Partei Österreichs (SPÖ) 15 der 36 Abgeordneten, wobei die SPÖ gegenüber der Landtagswahl 2005 drei Mandate verlor. Die Österreichische Volkspartei (ÖVP) konnte elf Mandate erreichen und büßte gegenüber 2010 zwei Mandate ein. Zudem sind im Landtag die Freiheitliche Partei Österreichs (FPÖ) mit sechs Abgeordneten und Die Grünen Burgenland (GRÜNE) und die Liste Burgenland (LBL) mit je zwei Abgeordneten im Landtag vertreten. wobei bei der Landtagswahl die FPÖ drei Mandate und die Grünen bzw. die LBL je ein Mandat gewannen.
Nach der Angelobung der Abgeordneten wählten die Landtagsabgeordneten in derselben Sitzung die Mitglieder der Landesregierung Niessl IV. Am 28. Februar 2019 wurde diese von der Landesregierung Doskozil I abgelöst.
Die Gesetzgebungsperiode endete am 17. Februar 2020.

## Funktionen

### Landtagspräsidenten
Zum Landtagspräsidenten wurde in den konstituierenden Sitzung der bisherige SPÖ-Klubobmann Christian Illedits gewählt. Illedits löste in seinem Amt Gerhard Steier (SPÖ) ab, der noch in der ersten Landtagssitzung seinen Austritt und der SPÖ verkündete. Zudem wurde in der konstituierenden Sitzung Rudolf Strommer (ÖVP) als Zweiter Präsident und Ilse Benkö (FPÖ) als Dritte Präsidentin gewählt. Beide hatten zuvor nicht dem Landtagspräsidium angehört und lösten ihrerseits Kurt Lentsch (ÖVP) und Manfred Moser (SPÖ) ab. Illedits wurde von 24 der 36 Landtagsabgeordneten gewählt. Da der Zweite bzw. Dritte Präsident nur von der anspruchsberechtigten Partei gewählt werden darf, wurde Strommer mit den elf Stimmen des ÖVP-Klubs gewählt. Benkö, deren Amt als Dritte Präsidentin nach dem Proporzrecht eigentlich der SPÖ zugefallen wäre, wurde mit 13 von 15 Stimmen des SPÖ-Klubs bei einer Nein-Stimme bzw. einer Enthaltung gewählt.
Am 28. Februar 2019 folgte Verena Dunst Christian Illedits als Landtagspräsidentin nach.

### Klubobleute
- Nach dem Wechsel von Christian Illedits in das Amt des Landtagspräsidenten wurde Robert Hergovich zum neuen Klubobmann gewählt. Mit Anfang 2018 wurde Ingrid Salamon SPÖ-Klubobfrau.[4]
- In der FPÖ löste Gerhard Kovasits den bisherigen Klubobmann und nunmehrigen Landeshauptmann-Stellvertreter Johann Tschürtz ab.
- Die Grünen sowie die Liste Burgenland verfehlten mit zwei Mandaten jeweils um ein Mandat den Klubstatus und haben daher keinen Anspruch auf eine Klubbildung.

### Landtagsabgeordnete
Die Tabelle enthält im Einzelnen folgende Informationen:
| Name:      | Nach- und Vorname des Landtagsabgeordneten                                                                                        |
| Fraktion:  | Klubzugehörigkeit des Abgeordneten (offizielles Parteikürzel)                                                                     |
| Wahlkreis: | Wahlkreis, über den der Abgeordnete das Mandat erhielt. Landeswahlkreis=Reststimmenmandat                                         |
| Anmerkung: | Hinweise, falls Abgeordneter während der Gesetzgebungsperiode ausschied oder neu angelobt wurde sowie allfällige Fraktionswechsel |

| Name                 | Bild | Fraktion | Fraktion     | Wahlkreis                     | Anmerkung |
| -------------------- | ---- | -------- | ------------ | ----------------------------- | --- |
| Benkö Ilse           |      |          | FPÖ          | Wahlkreis 5 (Oberwart)        | |
| Böhm Elisabeth       |      |          | SPÖ          | Landeswahlkreis               | ab 17. Oktober 2019, Nachrückerin für Christian Drobits                                                                                      |
| Brandstätter Kilian  |      |          | SPÖ          | Wahlkreis 1 (Neusiedl am See) | |
| Drobits Christian    |      |          | SPÖ          | Wahlkreis 5 (Oberwart)        | bis 17. Oktober 2019 (Wechsel in den Nationalrat), Nachrückerin Elisabeth Böhm                                                               |
| Dunst Verena         |      |          | SPÖ          | Wahlkreis 6 (Güssing)         | Landtagspräsidentin ab 28. Februar 2019, Nachrückerin für Wolfgang Sodl                                                                      |
| Fazekas Patrik       |      |          | ÖVP          | Wahlkreis 4 (Oberpullendorf)  | |
| Friedl Klaudia       |      |          | SPÖ          | Wahlkreis 4 (Oberpullendorf)  | bis 16. November 2017, Wechsel in den Nationalrat, Nachfolger Peter Heger                                                                    |
| Friedl Werner        |      |          | SPÖ          | Wahlkreis 1 (Neusiedl am See) | |
| Haidinger Manfred    |      |          | FPÖ          | Wahlkreis 1 (Neusiedl am See) | für den verstorbenen Gerhard Kovasits ab April 2016 nachgerückt                                                                              |
| Heger Peter          |      |          | SPÖ          | Wahlkreis 4 (Oberpullendorf)  | ab 16. November 2017, Nachfolger von Klaudia Friedl                                                                                          |
| Hergovich Robert     |      |          | SPÖ          | Wahlkreis 2 (Eisenstadt)      | |
| Hirczy Bernhard      |      |          | ÖVP          | Landeswahlkreis               | |
| Hutter Gerhard       |      |          | Fraktionslos | Landeswahlkreis               | LBL-Partei- und Fraktionsaustritt am 28. Februar 2019                                                                                        |
| Illedits Christian   |      |          | SPÖ          | Wahlkreis 3 (Mattersburg)     | Landtagspräsident bis 28. Februar 2019, Wechsel in die Landesregierung, Nachrückerin Inge Posch-Gruska                                       |
| Kölly Manfred        |      |          | LBL          | Landeswahlkreis               | |
| Kovacs Günter        |      |          | SPÖ          | Landeswahlkreis               | bis 28. Februar 2019, Nachrücker Wolfgang Sodl                                                                                               |
| Kovasits Gerhard     |      |          | FPÖ          | Wahlkreis 1 (Neusiedl am See) | † im Amt verstorben am 7. April 2016 |
| Maczek Kurt          |      |          | SPÖ          | Wahlkreis 5 (Oberwart)        | |
| Molnár Géza          |      |          | FPÖ          | Landeswahlkreis               | |
| Petrik Regina        |      |          | GRÜNE        | Landeswahlkreis               | |
| Posch-Gruska Inge    |      |          | SPÖ          | Wahlkreis 3 (Mattersburg)     | ab 28. Februar 2019, Nachrückerin für Christian Illedits                                                                                     |
| Prohaska Doris       |      |          | SPÖ          | Landeswahlkreis               | bis 17. Oktober 2019 Landeswahlkreis, Nachrückerin Elisabeth Böhm ab 17. Oktober 2019 Wahlkreis Oberwart, Nachrückerin für Christian Drobits |
| Resetar Michaela     |      |          | ÖVP          | Wahlkreis 5 (Oberwart)        | |
| Rezar Peter          |      |          | SPÖ          | Wahlkreis 4 (Oberpullendorf)  | |
| Richter Johann       |      |          | FPÖ          | Landeswahlkreis               | |
| Rosner Georg         |      |          | ÖVP          | Landeswahlkreis               | |
| Sack Edith           |      |          | SPÖ          | Wahlkreis 1 (Neusiedl am See) | |
| Sagartz Christian    |      |          | ÖVP          | Wahlkreis 3 (Mattersburg)     | |
| Salamon Ingrid       |      |          | SPÖ          | Wahlkreis 3 (Mattersburg)     | |
| Schnecker Ewald      |      |          | SPÖ          | Landeswahlkreis               | |
| Sodl Wolfgang        |      |          | SPÖ          | Wahlkreis 6 (Güssing)         | bis 28. Februar 2019 Wahlkreis Güssing, Nachrückerin Verena Dunst ab 28. Februar 2019 Landeswahlkreis für Günter Kovacs                      |
| Spitzmüller Wolfgang |      |          | GRÜNE        | Landeswahlkreis               | |
| Stampfel Karin       |      |          | FPÖ          | Landeswahlkreis               | |
| Steier Gerhard       |      |          | Fraktionslos | Wahlkreis 2 (Eisenstadt)      | SPÖ-Partei- und Fraktionsaustritt am 9. Juli 2015                                                                                            |
| Steindl Franz        |      |          | ÖVP          | Wahlkreis 2 (Eisenstadt)      | |
| Steiner Thomas       |      |          | ÖVP          | Landeswahlkreis               | |
| Strommer Rudolf      |      |          | ÖVP          | Landeswahlkreis               | |
| Temmel Walter        |      |          | ÖVP          | Wahlkreis 6 (Güssing)         | |
| Ulram Markus         |      |          | ÖVP          | Wahlkreis 1 (Neusiedl am See) | |
| Wiesler Markus       |      |          | FPÖ          | Landeswahlkreis               | |
| Wolf Christoph       |      |          | ÖVP          | Wahlkreis 2 (Eisenstadt)      | |